# Instant Crush
Instant Crush – piosenka francuskiego duetu Daft Punk tworzącego muzykę elektroniczną, która pochodzi z ich czwartego studyjnego albumu Random Access Memories (2013). W utworze partie wokalne, jak również solo na gitarze wykonuje Julian Casablancas, który jest także współautorem i współproducentem piosenki. „Instant Crush” jest czwartym singlem z albumu, który wydano 22 listopada 2013. Piosenka została zaklasyfikowana przez czasopismo Rolling Stone na 58. miejscu wśród „100. najlepszych piosenek roku 2013”.